# Таиса Савва
Таи́са Са́вва (настоящее имя — Таи́сия Алекса́ндровна Саве́нко; 1907—1973) — советская артистка эстрады, солистка Ленинградского и Московского Мюзик-Холлов, мастер художественного свиста. Участвовала в записи нескольких грампластинок, а также исполнила ряд ролей в нескольких кинофильмах.

## Биография
Таисия Савенко выросла в музыкальной семье: её мать была пианисткой. Детство будущей артистки прошло в Николаеве, у неё были две сестры и брат. Все четверо поступили в Николаевский музыкальный техникум, где преподавала их мать, двое по классу рояля и двое по классу скрипки. Таисия успешно окончила техникум и должна была стать пианисткой, как и её мать. Однако в 1921 году мать умерла от холеры, и девочке пришлось взять на себя обязанности главной кормилицы семьи.
Таисия была очень спортивной девушкой и работала инструктором по лёгкой атлетике, гребле и плаванию. Времени на обстоятельные занятия музыкой совсем не оставалось, однако тяга к ней не ослабевала. Тогда Таисия заметила, что часто насвистывает различные, порой довольно сложные мелодии, и решила во что бы то ни стало развить в себе эту способность. Для этого ей пришлось овладеть азами как пения, так и игры на духовых инструментах, причём опытным путём она обнаружила, что игра на флейте очень близка по технике к художественному свисту. Однако были и отличия. Таисия добилась звучания, близкого одновременно к звуку флейты и колоратурному сопрано, а также к пению соловья и других певчих птиц.
Постепенно Таисии удалось расширить диапазон до двух с половиной октав, добиться чёткого стаккато, легато, чистоты интервалов. После этого ей стал подвластен огромный репертуар вокальной классики, причём в исполнении она сохраняла все особенности и нюансы произведения, написанного для голоса, обычно — для колоратурного сопрано: самые тонкие переходы, пиано, пианиссимо.

## Творчество

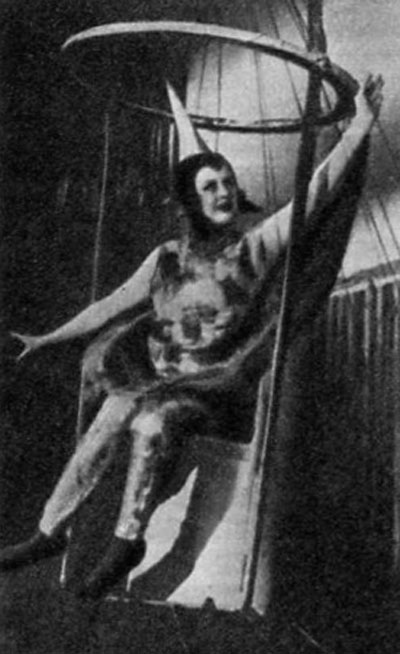
В Мюзик-Холле

Пик популярности Таисии Савенко (взявшей сценический псевдоним Таиса Савва) пришёлся на начало 1930-х годов. Она выступала в дивертисменте ленинградского кинотеатра «Пикадилли» (сейчас «Аврора»), принимала участие практически во всех программах Московского Мюзик-Холла. Так, в спектакле «Шестая часть мира» она исполняла роль птицы. Её концертмейстером в течение многих лет был Э. Д. Захаров. На эстраде Таиса Савва выступала, в том числе, в составе экспериментального дуэта: флейта и художественный свист.
Согласно энциклопедии «В мире цирка и эстрады» (статья «Художественный свист»), Таиса Савва была самым популярным исполнителем 1930-х годов в своём жанре (хотя были и другие, энциклопедия называет Николая Хохлова и Агнессу Шур). Основу её репертуара составляла серьёзная академическая музыка: фантазия на темы оперы Джузеппе Верди «Риголетто», «Соловей» Алябьева. Некоторые номера были поставлены в сопровождении арфы (ария из оперы Доницетти «Любовный напиток») или флейты («Жёлтенькая птичка» Ипполитова-Иванова).

## Критика
Драматург Самуил Алёшин вспоминал:

Она действительно виртуозно свистела и пользовалась заслуженной популярностью. В её репертуаре были и классика, и расхожие мелодии. Причем последние в её исполнении даже облагораживались.

Искусством Таисы Саввы восхищались певица Антонина Нежданова, профессор Александр Гольденвейзер, дирижёр Николай Голованов. Критик Евгений Гершуни писал:

Замечательное искусство художественного свиста, которым Таиса Савва владела в совершенстве, своими корнями уходило вглубь народного творчества и было подлинным украшением и гордостью нашей эстрады.

## Личная жизнь
Таисия Савва была замужем за грузинским драматургом и киносценаристом Георгием Мдивани. По воспоминаниям Самуила Алёшина:

Стройная, красивая, высокая и моложавая, она явно, как говорят киношники, «не монтировалась» с Мдивани — он был сравнительно небольшого роста, с лохматой шевелюрой и неказистой внешностью. И неумеренно кипучий. Но в том-то и дело, что ни на её выступлениях, ни вообще рядом с женой его никогда видеть не приходилось.

Таиса Савва страдала астмой и скончалась в больнице в 1973 году. Прощание состоялось в зале Центрального Дома работников искусств в Москве.

## Дискография
Наибольшую известность получил номер «Танго соловья» (1941), авторства московского композитора Юрия Богословского, в сопровождении концертного ансамбля Фердинанда Криша.
Также на грампластинках издавались следующие композиции в исполнении Таисы Саввы: интермеццо «Весёлые кузнечики» (1946), вальс «Незабудки голубые» (1946) — обе авторства Артура Полонского; «Я весел, как птица» Аркадия Островского.

## Фильмография

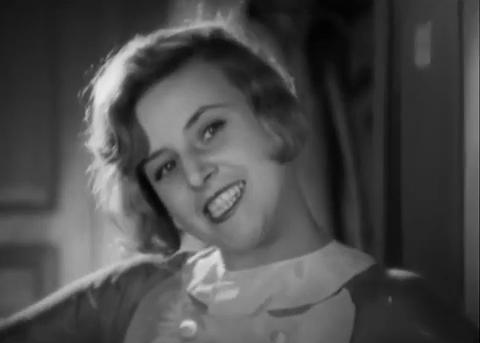
В роли Нины в фильме «Крылатый маляр», 1936

- 1936 — Крылатый маляр — Нина (главная роль)
- 1937 — Соловей — художественный свист
- 1941 — Земля молодости
- 1954 — Весёлые звёзды — расклейщица афиш

## В культуре
Сценарист и кинорежиссёр Ираклий Квирикадзе в своей книге «Пловец» (2010) описывает одного из героев:

У Сумбата Соломоновича появились деньги. Несколько раз мы, дети двора, видели его в ресторане летнего сада «Стела». Он взбирался на эстраду, одаривал оркестрантов, те играли «Танец с саблями» Арама Хачатуряна, а Сумбат Соломонович свистел в микрофон. «Танец с саблями» получался у него не хуже, чем у самой Таисии Саввы. Он знал весь репертуар мастерицы художественного свиста: «О, голубка моя», «Вишнёвый сад», «Лула, бай-бай»…

## Архив
В РГАЛИ хранится архив Таиссы Саввы — 188 единиц за 1928—1953 годы (ф. 2320). Среди них есть письмо: «Т. А. Саввы. С припиской Г. Д. Мдивани. Крайние даты: 25 авг. 1948. Брик Лили Юрьевна, адресат. Катанян Василий Абгарович, адресат».